# Кэри, Роберт, 1-й граф Монмут
Роберт Кэри (англ. Robert Carey; приблизительно 1560 — 12 апреля 1639) — английский аристократ, 1-й барон Кэри из Леппингтона с 1622 года, 1-й граф Монмут с 1626 года. Внук Марии Болейн. Служил при дворе Елизаветы I, Якова I и Карла I, до получения титулов заседал в палате общин. Участвовал в войнах с Испанией и Францией, написал меммуары.

## Биография
Роберт Кэри родился приблизительно в 1560 году и стал младшим сыном Генри Кэри, 1-го барона Хансдона, и Анны Морган, внуком Марии Болейн (сестры королевы Анны). Его бабка некоторое время была любовницей Генриха VIII, и ходили слухи, что Генри — королевский бастард. Кэри находились в близком родстве с королевой Елизаветой: Роберт приходился ей двоюродным племянником. Он получил имя в честь своего крёстного отца Роберта Дадли, графа Лестера, фаворита королевы.
С юных лет Кэри жил при дворе, где завоевал благосклонность Елизаветы. Он участвовал в походах в Нидерланды и во Францию под командованием Роберта Девёре, 2-го графа Эссекса, который в 1591 году посвятил его в рыцари. Долгое время сэр Роберт служил на северной границе, несколько раз ему поручали дипломатические поездки в Шотландию, и к 1595 году он установил хорошие отношения с Яковом VI. В 1586, 1589, 1593, 1597 и 1601 годах Кэри избирали в Палату общин. Его финансовое положение в эти годы было непрочным из-за огромных расходов на придворную жизнь; известно, что в 1589 году Кэри ради денег заключил пари о том, что за 12 дней пройдёт пешком от Лондона до Бервика, и выиграл таким образом 2 тысячи фунтов стерлингов.
В 1603 году сэр Роберт стал свидетелем последних минут жизни Елизаветы I (сохранился его отчёт об этом) и сразу после этого отправился в Эдинбург, чтобы первым принести известие Якову VI, наследнику английского престола. Ему удалось опередить официального посланника Тайного совета. Яков наградил Кэри пенсией и должностью джентльмена опочивальни, но Совет признал поведение сэра Роберта нарушающим приличия, после чего пожалования были урезаны. Позже Кэри и его жене поручили заботиться о втором сыне Якова — Чарльзе, герцоге Йоркском. В 1611 году сэр Роберт стал правителем гардеробной принца, в 1617 году камергером. После смерти старшего брата Чарльз стал наследником престола, и это означало для Кэри карьерный взлёт.
В 1621 году сэр Роберт снова заседал в Палате общин, а в 1622 году он занял место в Палате лордов как 1-й барон Кэри из Леппингтона. Чарльз, взойдя на престол под именем Карла I, по случаю своей коронации пожаловал Кэри титул графа Монмута (5 февраля 1626). Сэр Роберт умер 12 апреля 1639 года. В завещании он попросил похоронить его в Вестминстерском аббатстве, рядом с родителями, но сын покойного Генри предпочёл провести похороны в Римансуорте ради экономии.
Граф оставил после себя мемуары, написанные в 1625—1626 годах. По словам одного из исследователей, это «ясный, непритязательный рассказ о блестящей карьере», передающий «тоску по беззаботным годам елизаветинской юности».

## Семья
Сэр Роберт был женат с 1593 года на Элизабет Треваннион, дочери сэра Хью Треванниона и Сибиллы Морган. В этом браке родились:
- Филадельфия, жена сэра Томаса Уортона, сына 3-го барона Уортона, мать 4-го барона Уортона[9];
- Генри (1596—1661), 2-й барон Кэри из Леппингтона и 2-й граф Монмут[10];
- Томас (1616—1649)[11].